# Augusto Silva
Augusto Silva (22 marzo 1902 – 8 gennaio 1962) è stato un allenatore di calcio e calciatore portoghese, di ruolo centrocampista.

## Carriera

### Club
Per tutta la sua carriera, durata dal 1924 al 1934, ha giocato solo con la maglia del Belenenses.

### Nazionale
Con la Nazionale portoghese ha segnato 2 reti in 21 partite giocate.

## Palmarès

### Giocatore

#### Competizioni nazionali
- Campionato portoghese: 3

Belenenses: 1926-1927, 1928-1929, 1932-1933
- Coppa del Portogallo: 3

Belenenses: 1927, 1929, 1933

#### Competizioni regionali
- Campionato di Lisbona: 4

Belenenses: 1925-1926, 1928-1929, 1929-1930, 1930-1931

### Allenatore

#### Competizioni nazionali
- Campionato portoghese: 1

Belenenses: 1945-1946
- Coppa del Portogallo: 1

Belenenses: 1941-1942